# Беркилл, Айзек Генри
А́йзек Ге́нри Бе́ркилл (англ. Isaac Henry Burkill или англ. Isaac Burkill, 18 мая 1870 — 8 марта 1965) — британский ботаник, директор Ботанических садов Сингапура и Пинанга.

## Биография
Айзек Генри Беркилл родился в Англии в графстве Йоркшир 18 мая 1870 года.
Беркилл изучал естествознание в Кембридже. С 1891 по 1896 год он был ассистентом куратора в Кембридже, а впоследствии ассистентом по технике в Кью.
Беркилл был автором многих публикаций, касающихся флоры Малайского полуострова.
С 1912 по 1925 год он был директором Ботанических садов Сингапура и Пинанга.
В 1952 году он был награждён Медалью Линнея.
Айзек Генри Беркилл умер в Англии в графстве Суррей 8 марта 1965 года.

## Научная деятельность
Айзек Генри Беркилл специализировался на семенных растениях.

## Некоторые публикации
- Prain, D; IH Burkill. 1936. An Account of the Genus Dioscorea in the East. Ann. Royal Bot. Garden, Calcutta. vol. 14.
- Burkill, IH; RE Holttum. 1927. A botanical reconnaissance upon the main range of the Peninsula at Fraser Hill. Gard. Bull. Str. Settlem. 3: 19—110 & l.c. 4: 92—105.
- 1925. The flowering plants of Taiping, in the Malay Peninsula. l.c. 3: 303—458.
- 1925. The Botanic Gardens, Singapore. Guía ilustrada
- Finlow, RS; IH Burkill. 1912. The Inheritance of Red Colour, & the Regularity of Self-Fertilisation, in Corchorus Capsularis, Linn., the Common Jute Plant. Mem. Dep. Agr. India. Bot. series 4 (4).
- 1910. Notes from a Journey to Nepal. With a map. Rec. Bot. Survey of India 4 (4).
- 1906. Gossypium obtusifolium, Roxburgh. Mem. Dep. Agr. India. Bot. series 1 (4).
- 1909. A working list of the flowering plants of Baluchistan. 136 pp. Reimpreso Bishen Singh Mahendra Pal Singh 1983.
- 1912. The Botany of the Abor Expedition 1924—1925 (Record of Bsi Vol. 10). Reimpreso 1978 Ed. Bishen Singh Mahendra Pal Singh. 420 pp.

## Почести
Род растений Burkillia Ridl. был назван в его честь.